# 宇都宮龍山
宇都宮 龍山（宇都宮 竜山、うつのみや りゅうざん、うつのみや りょうざん、享和3年3月12日（1803年5月12日） - 明治19年（1886年）8月11日）は、幕末から明治時代の教育者。本姓は原田氏、名は靖、字は好直、通称は清記。龍山は号で、別号に竹雪山房。清記白茅とも称した。

## 来歴
伊予国喜多郡新谷村（現愛媛県大洲市）で新谷藩藩士・原田東一郎の子として生まれる。幼名は宗也。幼い頃に父を亡くす。
12歳のときに大洲藩（新谷藩の親藩）藩儒の山田東海に学ぶ。16歳のときに大洲藩の勧めで江戸に出て古賀侗庵に学び、のち駿河の山梨稲川に学ぶ。このころに母親が手足が不自由になる難病にかかり、以降長く母の介抱にあたる。その親孝行ぶりは広く知られていた。
帰郷して新谷藩藩校・求道軒教授になる。ただ藩の意見と合わなかった。天保9年（1838年）母親をなくし、同年脱藩する。内子・松山と居を移し、翌天保10年（1839年）備後国尾道（現広島県尾道市）に移して、当地で橋本竹下らと交わる。
備後国三原浅野家浅野忠助に招かれて郷校・明善堂の学頭となる。三原浅野家の政策にも参与し、（明治維新前に）開港を献策しこれが後の三原市糸崎港となる。明治元年（1868年）三原を退いて尾道に移り、私塾・朝陽館を開き子弟を育成した。また三原・尾道の学区取締を務めた。
明治19年（1886年）没。墓は尾道慈観寺にある。浄土寺に「宇都宮龍山翁之碑」、三原糸崎の住吉神社に「松浜新港碑」がある。大正13年（1924年）贈従五位。教え子に橋本吉兵衛、沼田良蔵（三原市立三原小学校初代校長）、利光鶴松などがいる。